# 24 кілометр
24 кілометр (рос. 24 километр) — селище у складі Хабаровського району Хабаровського краю, Росія. Входить до складу Корфовського міського поселення.

## Населення
Населення — 78 осіб (2010; 59 у 2002).
Національний склад (станом на 2002 рік):
- росіяни — 81 %